# Alfred Berzelius
Alfred Teodor Ljungqvist Berzelius, ursprungligen Ljungqvist, född 30 maj 1862 i Maria Magdalena församling, Stockholm, död 26 oktober 1939, var en svensk fotograf verksam under åren 1898–1906. Berzelius hade sin fotoateljé på Näckströmsgatan 1 (mellan Kungsträdgården och Berzelii park). År 1892 utgav Alfred Berzelius' fotografiatelier i Stockholm ett minnesalbum över skådespelaren Emil Hillberg.